# Apterogenum
Apterogenum is een geslacht van vlinders uit de familie van de Noctuidae. Het geslacht werd voor het eerst wetenschappelijk beschreven door Berio in 2002.

## Soorten
Het genus is monotypisch en bevat alleen de volgende soort:

- Apterogenum ypsillon (Denis & Schiffermüller), 1775